# Point Fortin Civic FC
Der Point Fortin Civic Football Club, kurz Point Fortin Civic FC, ist ein Fußballverein aus Point Fortin in Trinidad und Tobago. Der Verein spielt in der höchsten Liga, der TT Pro League.

## Erfolge
- Trinidad and Tobago FA Trophy: 1969

## Stadion
Seine Heimspiele trägt der Verein im Mahaica Oval Pavilion in Point Fortin aus. Das Stadion hat ein Fassungsvermögen von 2500 Personen.
Koordinaten: 10° 10′ 32,2″ N, 61° 40′ 38,7″ W